# 외교특권
외교특권 혹은 외교사절의 특권(外交使節－特權)은 외교사절이 파견국 대표로서 직무를 독립적·효율적으로 수행할 수 있도록 접수국 내에서 누리는 특별한 국제법상의 지위를 말한다. 상주외교사절과 임시외교사절의 특권은 동일하다. 불가침권에는 외교사절의 신체·명예·관서 및 문서의 불가침이 포함되며, 치외법권에는 접수국의 형사·민사재판권, 경찰권 및 과세권에서의 면제가 포함된다. 향유기간은 관례상 외교사절이 접수국에 입국하였을 때부터 임무종료 후 상당한 기간 동안 접수국을 퇴거할 때까지 인정된다. 외교관원과 가족은 외교사절과 동일한 외교특권을 가지나 일정한 제한은 있다.

## 같이 보기
- 비호권